# امگوریا
امگوریا (به انگلیسی: Amgoria) یک منطقهٔ مسکونی در هند است که در بنگال غربی واقع شده‌است.

## خصوصیات
امگوریا ۷ کیلومترمربع مساحت و ۸٬۰۰۰ نفر جمعیت دارد.